# Dennisse Alomía
Denisse Alomía Márquez es una futbolista ecuatoriana que juega para el Quito Fútbol Club, con el que fue una de las primeras subcampeonas del primer campeonato femenino de fútbol en Ecuador.
Fue convocada para jugar en la selección ecuatoriana de fútbol femenino, para la Copa América.
En el campeonato femenino, fue la goleadora de su equipo durante el 2014, con 12 tantos. 